# Rotheca caerulea
Rotheca caerulea là một loài thực vật có hoa trong họ Hoa môi. Loài này được (N.E.Br.) P.P.J.Herman & Retief mô tả khoa học đầu tiên năm 2002.